# Aljaksej Papoŭ
Aljaksej Mikalaevič Papoŭ (in bielorusso Аляксей Мікалаевіч Папоў?; 9 luglio 1982) è un allenatore di calcio a 5 ed ex giocatore di calcio a 5 bielorusso.

## Carriera
Dopo gli inizi con il CKK Svetlahorsk, Papoŭ giocò con BATU, Belagroprombank, Dorožnyk e MAPID Minsk venendo premiato come miglior giocatore del campionato bielorusso nella stagione 2007-08. Con la nazionale bielorussa ha preso parte al campionato europeo 2010, nel quale ha realizzato 3 reti in due partite. Sul finire della carriera ha affiancato l'attività di giocatore con quella di allenatore, proseguendo in seguito con successo quest'ultima.

## Palmarès

### Giocatore
- Campionato bielorusso: 3
Dorožnyk: 2005-06
Mapid: 2009-10, 2010-11
- Coppa della Bielorussia: 7
Dorožnyk: 2005-06, 2006-07, 2007-08
Mapid: 2009-10, 2010-11, 2012-13, 2015-16

### Allenatore
- Coppa della Bielorussia: 1
Mapid: 2015-16
- Campionato bielorusso: 2
Viten: 2019-20, 2020-21
- Supercoppa bielorussa: 3
Viten: 2018, 2020, 2022